# Empire Theatre of Varieties
L'Empire Theatre of Varieties (Teatro Imperiale del Varietà), o semplicemente Empire Theatre, fu uno storico teatro e cinema di Johannesburg, in Sudafrica. Per diversi decenni del XX secolo fu il teatro più prestigioso e influente dell'Africa meridionale; inoltre, vi ebbero luogo alcuni eventi di portata storica, tra cui la prima proiezione cinematografica dell'Africa subsahariana e il comizio in cui Gandhi formulò per la prima volta il concetto di protesta nonviolenta.

## Storia
Il teatro fu aperto nel 1894 da Edgar Hyman e Moss Alexander, due dei tre soci della Hyman Bros. & Alexander, che era all'epoca la principale società sudafricana nel settore dello spettacolo. Nel 1896 il teatro ospitò la prima proiezione dell'Africa subsahariana, realizzata con il pionieristico teatrografo di Robert William Paul. Nei primi anni del XX secolo, l'Empire era il più importante teatro del sudafrica, seguito dal Tivoli di Città del Capo.
L'11 settembre del 1906 l'Empire ospitò lo storico raduno in cui Gandhi convinse gli indiani sudafricani a opporsi all'apartheid attraverso la protesta nonviolenta; l'esperienza sudafricana sarebbe stata il modello su cui Gandhi avrebbe impostato la propria linea d'azione in India, la cosiddetta satyagraha.
Nel 1913, partendo dal successo dell'Empire, venne creata la catena Africa's Amalgamated Theatres. Solo l'anno dopo il teatro e la catena passarono nelle mani dell'imprenditore I. W. Schlesinger, che in seguito fondò anche una delle prime grandi società di distribuzione cinematografica africane, la African Films Trust.
In seguito, il teatro fu abbattuto e ricostruito due volte; l'ultimo Empire, con una capienza di 1562 posti, fu costruito nel 1937 in Commissioner Street, di fronte al Colosseum Theatre. Svolgeva sia funzione di teatro che di cinema, ed ebbe un periodo di lustro negli anni cinquanta e anni sessanta, ospitando numerosi spettacoli di successo di Broadway come My Fair Lady e West Side Story. Fu demolito nel 1973, per fare posto alla costruzione del complesso multisala Kine.